# 将棋の時間
将棋の時間（しょうぎのじかん）は、NHK教育テレビで毎週日曜日に放送された将棋の趣味番組である。2011年3月を最後に番組名としての「将棋の時間」はなくなり、2011年4月以降番組の構成は変更された（後述）。

## 番組構成
「将棋の時間」の番組構成は下記のとおり（時刻はJST、日曜日）であった。
- 第1部「将棋講座」：10:00 - 10:20
- 第2部「NHK杯テレビ将棋トーナメント」：10:20 - 12:00
第2部が早く終了した場合に、12:00までの時間を埋める形で臨時番組（後述）が放送されたことがあった。なお、高校野球中継がある時期は、第1部が10:05 - 10:25、第2部が10:25 - 11:54となることが多かった。

2011年度以降
- 2011年4月 - 2012年3月
  - 「将棋講座」：10:00 - 10:15（従来より5分短縮）
  - 「NHK杯テレビ将棋トーナメント」：10:15 - 11:45（従来より10分短縮）
  - 「囲碁・将棋フォーカス」（新番組）：11:45 - 12:15
- 2012年4月 -
  - 「将棋フォーカス」（新番組。将棋講座はこの番組の1コーナーとなる）：10:00 - 10:20
  - 「NHK杯テレビ将棋トーナメント」：10:30 - 12:00（前年より15分繰り下げ）

## 臨時番組
第2部のNHK杯テレビ将棋トーナメントの対局・感想戦が早く終了した場合に放送されることがあるミニ番組である。
先崎・神吉の将棋パトロール
将棋棋士の先崎学、神吉宏充の二人が近時の注目の対局を紹介する内容であった。番組は毎回10分であった。1回につき2局取り上げた。番組スタッフとの折衝、取り上げる棋譜選びは神吉が担当した。収録は年1、2回ほど行なわれ、1回につき3本分収録した。なお先崎は自著『先崎学の実況！ 盤外戦』（講談社文庫）の中で「将棋パトロール」という一章を設け、舞台裏など番組について詳しく書いた。
- NHKクロニクル（キーワード：将棋パトロール） | NHKアーカイブス

データで読むNHK杯トーナメント
先崎・神吉の将棋パトロールの後継番組として島朗と将棋記者の鈴木宏彦が担当した番組である。データを交えながら過去の熱局を振り返るという内容だったが、数回放送されたのみで短期間で終了した。
- NHKクロニクル（キーワード：データで読むNHK杯トーナメント） | NHKアーカイブス

その後の数年間は、対局が早く終わった場合もミニ番組を放送することなく感想戦の模様を放送することで残りの時間を埋めたが、2010年からは対局が早く終わった場合には「NHK杯将棋名局選」が放送される。
NHK杯将棋名局選
2010年3月7日放送の第59期NHK将棋トーナメント準決勝「渡辺明 対 糸谷哲郎」の対局及び感想戦が早く終了した際に初めて放送された。解説は丸田祐三、聞き手は蛸島彰子であった。内容は、過去のNHK杯将棋トーナメントの名局（ラジオ放送時代の第1回NHK杯決勝戦の木村義雄と升田幸三との対局）を取り上げての解説であった。放送時間は20分であった。初回の放送では、なお、電子番組ガイド（EPG）では「NHK杯将棋トーナメント」とは分離されており別番組扱いであった。
- NHKクロニクル（キーワード：将棋名局選） | NHKアーカイブス

その他
- 将棋の日（毎年11月or12月）
- 新春お好み将棋対局（毎年正月3が日のうちの1日）
プロ棋士と、芸能界・文化人の将棋愛好家を迎えた特別テレビ対局である。年度により「若手対ベテラン」のプロ棋士によるものや、プロ・アマ交流戦形式のものなどがある。2019年度からは放送されていない。